# عبد الله بن إدريس
عبد الله بن إدريس (1930 - 6 أكتوبر 2021)، أديب وشاعر سعودي، والرئيس السابق لنادي الرياض الأدبي، شغل منصب الأمين العام للمجلس الأعلى لرعاية العلوم والفنون والآداب، والأمين العام لجامعة الإمام محمد بن سعود الإسلامية، ومديراً فيها للثقافة والنشر وعضواً لمجلسها العلمي، وهو أحد المشاركين والمُكرَّمين في مؤتمر الأدباء السعوديين الأول، الذي عُقد في مكة سنة 1974م، ومُنح فيه وسام الريادة والنوط الذهبي عن كتابه الذي أشار إلى رواد الأدب الحديث في نجد (شعراء نجد المعاصرون) الصادر عام 1960م، وهو من الأعمال السعودية الرائدة، كتب عنه عدد من رواد الأدب السعودي الحديث منهم أحمد إبراهيم الغزاوي، حسين سرحان، محمد حسن عواد وآخرون، وكُرّم في مهرجان الجنادرية ضمن برنامجها الثقافي عام 2010.

## حياته
ولد عام 1929م، في بلدة تدعى (حرْمَة) شمال مدينة الرياض، وكان عضواً في عدد من المؤسسات والهيئات الثقافية كدارة الملك عبد العزيز التي استمر فيها قرابة 12 سنة منذ لحظة تأسيسها، وعضواً في رابطة الأدب الحديث في مصر، وعضو شرف في رابطة الأدب الإسلامي العالمية، إلى جانب المناصب التي شغلها في جامعة الإمام محمد بن سعود الإسلامية.
أصدر ديوانه الأول بعد أن تجاوز عمره الخمسين، ومن أشهر قصائده (في زورقي) وهو العنوان الذي أطلقه على أول دواوينه الصادر عام 1984م، ويُعد شاعرًا ذو نزعة رومانسية، وتظهر قصائده مغرقة في الذاتية، إضافة إلى بعض القصائد التي كانت مباشرة ونوعاً ما خطابية تُصنف كقصائد مناسبات، وإجمالاً تتراوح قصائده ما بين التجديد والتقليد، وله أيضاً إسهامات مختلفة في النقد وكتابة المقالات، وهو أحد الكُتاب الذين تعرضوا في مقالاتهم لمقترح إنشاء مجمع لغوي في السعودية.

## مؤلفاته
- في زورقي، شعر.
- إبحار بلا ماء، شعر.
- أأرحل قبلك أم ترحلين؟، شعر.
- الأعمال الشعرية الكاملة.
- شعراء نجد المعاصرون.
- كلام في أحلى الكلام، دراسات شعرية.
- عزف أقلام.
- قافية الحياة.[4]
- هي أمتي.
- عبد الله بن إدريس: الأعمال الكاملة (6 مجلدات). صدرت عام 2022.[7]

## قصائده
للشاعر قصيدة «في زورقي» التي أطلق اسمها على الديوان، وفيها يناجي الشاعر ربه، ويسأله الرفق بهذا الزورق قائلاً:

## مركز عبد الله بن إدريس الثقافي
في 29 مايو 2023م دشن الأمير فيصل بن بندر بن عبد العزيز أمير منطقة الرياض مركز عبد الله بن إدريس الثقافي بحضور أبناء وأحفاد ابن إدريس وأعضاء المجلس التأسيسي للمركز برئاسة زياد الدريس.
وفي 24 أغسطس 2023م أطلقت مؤسسة عبد الله بن إدريس الخيرية «جائزة الشيخ عبدالله بن إدريس الثقافية».

## وفاته
توفي صباح يوم الأربعاء 6 أكتوبر 2021م الموافق 29 صفر 1443هـ في مدينة الرياض عن عمر ناهز 92 عامًا، وصلي عليه في جامع الراجحي ودفن في مقبرة النسيم.

## وصلات خارجية
- عبد الله بن إدريس على جريدة الحياة في 6 مارس/آذار 2013 م.